# Subak
Subak, ook wel SooBak of SooBahk, is de oudere benaming voor de Koreaanse vechtkunst die beter bekendstaat als taekgyeon (택견). Het subak curriculum omvatte waarschijnlijk de trap- en stoottechnieken van het taekgyeon alsmede de klemmen en worpen van het yusool (유술) en deelde zich later, omstreeks het begin van de Joseon Dynasty, op in twee afzonderlijke stijlen. Het taekgyeon is bewaard gebleven, terwijl de technieken van het oorspronkelijke yusool verloren zijn gegaan.
Veel moderne Koreaanse vechtkunsten zoals het taekwondo en tangsudo beweren dat er een link is met het traditionele subak, maar kunnen deze link niet met historische feiten onderbouwen.